# Conrad Malte-Brun
Conrad Malte-Brun, pseudonimo di Malthe Conrad Bruun (Thisted, 12 agosto 1775 – Parigi, 14 dicembre 1826), è stato un geografo danese naturalizzato francese.
Espulso dalla Danimarca da Federico VI di Danimarca per alcuni libelli critici nei confronti del governo, trovò rifugio nella Francia post-rivoluzione (1799) e fu naturalizzato francese.
Nel 1807 fondò il periodico Annales des voyages e tra il 1810 e il 1829 pubblicò il celebre Précis de géographie, gli ultimi volumi uscirono postumi. Nel 1804 compilò una mappa della Cina nella quale per la prima volta appariva ufficialmente il termine Manciuria.